# 宝文阁
寶文閣，是北宋初年，開封宮城中所建的一座館閣，最初名為壽昌殿，宋仁宗慶曆初改名為寶文閣；位置在天章閣的東西序列，為十三閣之一。
宋朝皇帝去世之後，必敕建一閣，用以珍藏先帝遗留的文物，如龍圖閣珍藏太宗御製文集，天章閣則收藏真宗御製文集。
宋英宗時下詔將仁宗御書、御集藏於“寶文閣”內，並命宰臣王珪撰記立石以為志。並設立學士、直學士、待制等官，作為大臣的加銜，恩賜如同先前的龍圖閣。
范仲淹曾為寶文閣學士。